# Aston Reymers Rivaler
Aston Reymers Rivaler var en svensk musikgrupp som bildades som en grupp gatumusikanter i Stockholm. De var aktiva 1979–1988. 

## Historik
Bandets föregångare, som spelade mer renodlad rockmusik med svenska texter, hette Rockslusk.
Gruppen fick sitt namn 1979, bakgrunden är oklar. En beskrivning som bandet gett i en intervju var att namnet baserade sig på hörnen i triangeln på Söder, nämligen hotellet Aston, Rival (biograf) och Reimersholme. Samma år fick de skivkontrakt, och har därefter gett ut ett antal album, varav "I grodornas land" riktar sig till barn. Musiken är en blandning av calypso, svensk progg, folkmusik, reggae och music hall. Texterna är humoristiska och underfundiga, ofta med ett underdog- eller vänsterperspektiv.
Gruppens största försäljningsframgångar är "Godis är gott" – en singel som var del i linje 3-kampanjen i folkomröstningen om kärnkraften 1980, "Stockholms ström" 1981, och "Slå mig med din rytmenpinne" 1983, där M.A. Numminen gästar på sång (låten är en ordagrann översättning av Ian Dury-låten "Hit me with your rhythm stick").
Bandet turnerade flera år i Sverige, Danmark, Norge och Finland och uppträdde 1982 på Roskildefestivalen.
I mitten av 80-talet spelade Anders Åborg med Stig Vig, Zilverzurfarn (båda från Dag Vag) och trummisen Per Erik Gunnarsson Steneroth i bandet Ojj!600. 1984 startade bröderna Magnus och Nils Lind-Maratti bandet Maratti tillsammans med Ulf, Hans och Alar Maratti.
Magnus Lind blev efter solokarriären en anlitad studiomusiker och var under åren 1989–2014 med i Perssons Pack.

## Medlemmar
Medlemmar på första musikalbumet Från myggjagare till foträta:
- Mattias Backström (saxofon)
- Alf Bybrant (trumpet)
- Magnus Jansson (basgitarr)
- Peter Jansson (trummor)
- Magnus Lind (dragspel och sång)
- Nils Jöran Lind (durspel)
- Lasse Naumburg (congas)
- Anders Åborg (gitarr och sång)

När Lasse Naumburg slutade ersattes han ett tag av Per Tjernberg (från Dag Vag), men även han slutade. När Magnus Lind inledde en solokarriär 1982 ersattes han av Wilfredo Stephenson. Anders Åborg slutade efter barnskivan I grodornas land och ersattes då som sångare, gitarrist och huvudkompositör av Björn Greder.

## Albumdiskografi[1]
- 1980– Från myggjagare till foträta (Musiklaget MLLP 11)
- 1980 – Kräål (Musiklaget MLLP 15)
- 1981 – Finaste blandning (samling)
- 1981 – Tvål
- 1983 – Aston!
- 1984 – I grodornas land
- 1988 – Aston Reymers Rivaler
- 1995 – Mästerverk (samling)